# 수에뇨 데 아모르 (2016년 텔레노벨라)
《수에뇨 데 아모르》(스페인어: Sueño de amor)은 2016년 방영된 멕시코의 텔레노벨라이다.